# Brygada Landsturmu Zenker
Brygada Landsturmu Zenker (niem. Landsturm-Brigade Zenker) – brygada niemieckiego pospolitego ruszenia Landsturm. 
Brała udział w działaniach zbrojnych frontu wschodniego I wojny światowej.
Wchodziła w skład Dywizji Mengesa (88 DP) w Korpusie Landsturmu Breslau. Przemianowana później na 177 Brygadę Piechoty. 